# Guitar Hero: Warriors of Rock
Guitar Hero: Warriors of Rock (inicialmente referido como Guitar Hero 6 ou Guitar Hero VI) é um jogo eletrônico de ritmo musical e o sexto título da série Guitar Hero. Foi lançado em 2010 para PlayStation 3, Wii e Xbox 360. Devido à venda pouco significante de jogos musicais em 2009, a Activision, publicadora da série Guitar Hero, dissolveu a RedOctane e a Neversoft da divisão de Guitar Hero. Mesmo assim, este foi o último jogo da série Guitar Hero produzido pela Neversoft.

## Jogabilidade
Tal como acontece com os jogos anteriores da série, Guitar Hero: Warriors of Rock permite a até quatro pessoas tocar em uma banda nos vocais, guitarra, baixo e bateria. A Official Xbox Magazine notou que a única diferença na jogabilidade durante as músicas é que a nota de corda solta no baixo poderá ser sustentada.

### Quest Mode
O principal modo de jogo em Guitar Hero: Warriors of Rock é chamado "Quest Mode", que é narrada para os jogadores por Gene Simmons. Quest é o novo modo carreira, onde os jogadores tentam completar as canções e os desafios para o avanço da história e jogo. É baseado em uma história onde os jogadores da banda estão tentando liberar o "Demigod of Rock" e sua guitarra a partir do seu aprisionamento feito por "The Beast", ganhando força ao trazer novos membros para a banda. O modo Quest também é vagamente baseado em "2112" do Rush, onde o jogador encontra a guitarra de Demigod e usa para vencer the Beast, esses elementos serão narradas por membros do Rush Geddy Lee e Alex Lifeson usando partes do encarte do álbum 2112. Jornalistas de jogos notaram semelhanças temáticas entre os detalhes da história do Warriors of Rock e Brütal Legend, um jogo de ação com um mundo baseado em Heavy Metal, desenvolvido por Tim Schafer e Double Fine, a Activision, em um ponto, teria publicado, mas mais tarde perdeu os direitos. O líder do projeto Brian Bright comentou que sua inspiração para a história do jogo foi as capas de álbuns de heavy metal, o mesmo material que levou à o mundo de Brütal Legend.

### Personagens e Telas
Devido a questões legais em andamento com a semelhança de celebridades e personagens em Guitar Hero 5 e Band Hero, Guitar Hero: Warriors of Rock conta com apenas oito personagens fictícios, inclusive os já incluídos na série. Em uma parte da Quest Mode, os jogadores irão desbloquear alguns personagens, completando canções específicas para eles, e também poderão desbloquear características específicas para cada personagem que terão influência sobre o jogo. Um exemplo é Lars Umlaut, que se transforma em "Warrior Lars" se completar seus desafios, desbloqueando no contador de pontos 6x ao invés de no máximo ser 4x. O jogo incluirá um sistema de bônus comparavel ao do Call of Duty: Modern Warfare, que o jogador escolherá dois de qualquer bônus desbloqueado para músicas de cada personagem. Com a combinação desses bônus, vai ser possível pontuar mais de 40 estrelas do que apenas 5. Todas as "telas" vão ser fictícias exceto o (agora extinto) CBGB Club em Nova Iorque. Algumas "telas" vão ser baseadas na canção "2112" do Rush, incluindo as cavernas onde o jogador ira encontrar a guitarra de Demigod, e uma "tela" baseada no primeiro emblema usado no álbum 2112, o "Starman".

### Outros Modos
O "Party Play", onde o jogo automaticamente reproduz músicas e permite aos jogadores pulá-las a qualquer momento, permanece no jogo. O jogo vai ter uma versão melhorada do "Quickplay", o novo "Quickplay + mode", você poderá jogar qualquer música do jogo e o conteúdo descarregável do GHWT, GHSM, GH5 e do próprio Guitar Hero Warriors of Rock. O modo Quickplay + irá incluir algumas das características do modo carreira do Guitar Hero 5, como desafios de canções que não foram atribuídas ao Quest Mode. Cada música, tanto no disco quanto no conteúdo baixado, terá treze diferentes desafios para serem concluídos. Os jogadores poderão usar a forma Warrior desbloqueada de cada personagem do jogo com o Quickplay +. Para aproveitar ao máximo os benefícios da jogabilidade, é necessário para completar alguns destes desafios. Os modos competitivos introduzido em Guitar Hero 5 seram mais parecidos como os de Guitar Hero: Warriors of Rock. A versão de Wii irá melhorar o modo "Roadie" no jogo, introduzido em Guitar Hero 5. Neste modo, até quatro jogadores adicionais com seu próprio Nintendo DS conectado sem fios ao Wii (os "Roadies") pode ajudar os outros jogadores a usarem seus controles. Os Roadies podem criar setlists diretamente do DS, ou entrar no jogo através de "magias" que melhoram a performance do jogadores. Alternativamente, os Roadies no modo Battle, podem tentar desviar de outro jogador e, ao mesmo tempo eliminar as distrações colocada em seu jogador por outro Roadie.

## Desenvolvimento
Depois das fracas vendas em 2009 de vários títulos da série Guitar Hero, a Activision passou a fazer várias alterações em suas equipes de desenvolvimento interno. A equipe dissolveu a RedOctane, trazendo alguns dos funcionários diretamente Activision. A Activision fechou a Neversoft da divisão do Guitar Hero, enquanto se aguardava a conclusão do Guitar Hero: Warriors of Rock, com o desenvolvimento da série a ser criado por alguns ex-membros da Neversoft e da Vicarious Visions. Brian Bright, funcionário da Neversoft e o antigo líder do projeto, observou que parte das poucas vendas do Guitar Hero em 2009 foi resultado de uma perda de foco com Guitar Hero 5, afirmando que "nós estávamos tentando agradar a todo mundo lá fora e que no final nos acabamos não agradando ninguém". Com Guitar Hero: Warriors of Rock, Bright quis novamente agradar os fãs dos anteriores jogos Guitar Hero, especificamente o altamente bem sucedido Guitar Hero III: Legends of Rock. Para isso, a equipe desenvolveu uma trilha sonora de "mais focada em rock 'n' roll" do que a variedade de gêneros dentro de Guitar Hero 5. As canções são mais centalizadas na guitarra, como provou ser o instrumento escolhido mais popular baseado em Guitar Hero 5. Bright utilizou estatísticas de jogadores dos jogos anteriores para fazer Warriors of Rock, por exemplo, de acordo com Bright, no prazo um mês de lançamento, 40% dos jogadores de Guitar Hero 5 estavam jogando no modo Expert, e sentiram que este era o público que eles precisavam para atender. Bright também afirmou que o objectivo de Warriors of Rock foi o de criar um jogo com "identidade própria" de ambos os títulos da série Guitar Hero e outros jogos musicais, "ao invés de ir cabeça a cabeça com os nossos próprios jogos e os nossos concorrentes, nós decidimos que queríamos fazer algo diferente".

## Controladores

### Guitarra
Um novo controlador de guitarra foi desenvolvido para o jogo para ajudar a "rasgar" e combinar com as mudanças no estilo de arte visual do jogo. O hardware da guitarra foi significativamente redesenhado para localizar a maioria dos eletrônicos de base e sem fio controles na parte central do corpo dela, contendo os trastes coloridos, strum bar e whammy e outros controles para interagir com o console. Com isso, permite que o corpo da guitarra seja modificado com desenhos personalizados, permitindo aos jogadores personalizar o controle dos seus sonhos. O novo controlador de guitarra é compatível com os jogos anteriores.

### Bateria
Na América do Norte, a nova bateria também é individualmente ou em pacotes com o Warriors of Rock. A bateria já tinha sido vendida com Band Hero no Reino Unido e com o Band Hero de Wii na América do Norte, mas não foram vendidos separadamente. A bateria é MIDI - e vem com um "cérebro" destacável permitindo substituir com outras baterias, enquanto ela pode ser usada com qualquer música com capacidade de edição do sistema MIDI.

## Lista de músicas
Há 93 músicas no jogo. De acordo com Bright, todas as músicas foram selecionadas para se encaixar num conjunto de gêneros musicais, "punk, rock alternativo, e rock clássico", para evitar perder o foco do jogo. Duas músicas, "No More Mr. Nice Guy" de Alice Cooper e "Cherry Bomb" dos "The Runaways", foram especificamente regravadas pelas bandas originais para uso em Warriors of Rock. Uma música final do modo de história do jogo teve co-autoria de Dave Mustaine do Megadeth, com Mustaine indicando que foram "as partes mais difíceis" que ele escreveu em sua vida.

## Recepção
Guitar Hero: Warriors of Rock recebeu reviews divididos dos críticos.
A maioria dos críticos reconheceram que Warriors of Rock foi uma tentativa de se distanciar do seu principal concorrente, a série Rock Band, e também voltar as raízes dos primeiros jogos da série Guitar Hero. No entanto, alguns críticos dizem que "Warriors of Rock não conseguiu recapturar a experiência dos jogos anteriores da série". Arthur Gies do site IGN sentiu que o jogo foi "sem objetivo", e questionou "por que Warriors of Rock está aqui". Tyler Cocke do site 1UP.com comentou que Warriors of Rock "parece ter esquecido que todos jogos de música devem ter um bom tempo".